# Gnophos monotona
Gnophos monotona là một loài bướm đêm trong họ Geometridae.